# Anamartus strobli
Anamartus strobli is een keversoort uit de familie bastaardglanskevers (Kateretidae). De wetenschappelijke naam van de soort werd in 1885 gepubliceerd door Edmund Reitter.